# Астаф'єво (Західно-Казахстанська область)
Аста́ф'єво (каз. Астафьево) — село у складі Байтерецького району Західноказахстанської області Казахстану. Входить до складу Бейбітшиліцького сільського округу.
У радянські часи село називалось Остаф'єво.
Населення — 9 осіб (2021; 60 у 2009, 188 у 1999, 241 у 1989).